# Chevrières (Loire)
Chevrières is een gemeente in het Franse departement Loire (regio Auvergne-Rhône-Alpes) en telt 845 inwoners (1999). De plaats maakt deel uit van het arrondissement Montbrison.

## Geografie
De oppervlakte van Chevrières bedraagt 14,4 km², de bevolkingsdichtheid is 58,7 inwoners per km².
De onderstaande kaart toont de ligging van Chevrières (Loire) met de belangrijkste infrastructuur en aangrenzende gemeenten.

## Demografie
Onderstaande figuur toont het verloop van het inwonertal (bron: INSEE-tellingen).